# Al Tarf
Al Tarf (β Cnc / β Cancri / 17 Cancri) è una stella della costellazione del Cancro.
Stella gigante arancione, di classe spettrale K4IIIBa0.5, dista 290 anni luce e, con una magnitudine apparente di 3,5, è la stella più luminosa della costellazione.
Il nome proprio non è da confondersi con Alterf, nome proprio della stella Lambda Leonis.

## Caratteristiche fisiche
Al Tarf è una gigante con una bassa temperatura superficiale di 4000 K circa, con un diametro una cinquantina di volte quello solare e una luminosità 660 volte a quella solare. Se fosse al posto del Sole riempirebbe l'orbita di Mercurio.
È una stella al bario in uno stato avanzato della sua evoluzione. Nata come stella di 3 masse solari ha terminato da tempo la fusione dell'idrogeno ed ora sta convertendo l'elio in elementi più pesanti come carbonio ed ossigeno.
Ha una debole compagna di magnitudine 14 a circa 29 secondi d'arco, probabilmente una nana rossa, che sembra avere lo stesso moto proprio. Se fosse una compagna reale disterebbe almeno 2600 U.A. dalla principale, considerata però l'enorme distanza non è possibile stabilire un periodo orbitale, in quanto dovrebbe essere come minimo di 76.000 anni, un tempo troppo lungo per un qualsiasi studio al riguardo.